# FC 라흐티
FC 라흐티(FC Lahti)는 라흐티를 연고로 하는 핀란드의 축구 경기장이다. 이 클럽은 1996년에 창단되었으며 현재는 베이카우스리가에 참가하고 있다.

## 역사
FC 라흐티는 1996년에 라흐티의 최대 라이벌이었던 FC 쿠시시와 레이파스 라흐티가 통합하여 라흐티를 대표하는 클럽으로 탄생하였다. 또한 FC 라흐티의 2군 클럽인 FC 팔로 라흐티 역시 창단되었으나, 2년 후에 경제적인 어려움으로 해산되었다. 레이파스와 쿠시시는 현재 유소년 클럽을 운영하고 있다.
첫 시즌인 1997년에는 핀란드 1부 리그의 남부 그룹에서 활동하였다. 전반기는 2위로 마쳤으나 최종 순위는 3위로 마치며 승격에는 실패하였다. 남부 지역 1위를 차지하며, 승격 플레이오프에 진출하여 최종 1위로 승격을 확정하였다.
베이카우스리가에서 라흐티는 마땅한 우승기록이 없다. 최고 순위는 2008 시즌의 3위이고, 2003 시즌에는 5위로 마감하였다. 2007년에는 핀란드 리그컵 우승을 차지하였다.

## 역대 우승기록
| - 베이카우스리가 우승 (3): 1963, 1967, 1970 - 위쾨넨 우승 (4): 1938, 1960, 1982, 1986 - 핀란드 컵 우승 (7): 1964, 1972, 1973, 1974, 1975, 1976, 1978 - 핀란드 컵 준우승 우승 (3): 1963, 1967, 1970 | - 베이카우스리가 우승 (5): 1982, 1984, 1986, 1989, 1991 - 위쾨넨 우승 (3): 1964, 1966, 1981 - 핀란드 컵 우승 (2): 1983, 1987 - 핀란드 컵 준우승 우승 (3): 1981, 1984, 1991 |

#### FC 라흐티
- 위쾨넨

우승 (1): 1998
- 핀란드 컵 준우승

우승 (1): 2002
- 핀란드 리그컵

우승 (1): 2007
- 핀란드 리그컵 준우승

우승 (2): 2004, 2005

## 유럽 대회성적
| 시즌    | 대회              | 라운드    |                                  | 클럽                  | 결과      |
| ------- | ----------------- | --------- | -------------------------------- | --------------------- | --------- |
| 1964-65 | 유러피언컵        | 1회전1    | 노르웨이                         | FK 륀 오슬로          | 2-1, 0-3  |
| 1965-66 | UEFA 컵위너스컵   | 1회전1    | 헝가리                           | 부다페스트 혼베드     | 2-10, 0-6 |
| 1968-69 | 유러피언컵        | 1회전1    | 몰타                             | 플로리아나            | 1-1, 2-0  |
|         |                   | 2회전1    | 체코슬로바키아                   | 스파르타크 트르나바   | 1-9, 1-7  |
| 1971-72 | 유러피언컵        | 1회전1    | 스위스                           | 그라스호퍼 클럽       | 1-1, 0-8  |
| 1973-74 | UEFA 컵위너스컵   | 1회전1    | 몰타                             | 슬리마 원더러스       | 0-2, 4-1  |
|         |                   | 2회전1    | 스웨덴                           | 말뫼                  | 1-3, 0-0  |
| 1974-75 | UEFA 컵위너스컵   | 1회전1    | 프랑스                           | 올랭피크 리옹         | 0-0, 0-2  |
| 1975-76 | UEFA 컵위너스컵   | 1회전1    | 잉글랜드                         | 웨스트 햄 유나이티드  | 2-2, 0-3  |
| 1976-77 | UEFA 컵위너스컵   | 1회전1    | 불가리아                         | 레프스키 스파르타크   | 2-12, 1-7 |
| 1977-78 | UEFA 컵위너스컵   | 1회전1    | 서독                             | 함부르크              | 1-8, 2-5  |
| 1979-80 | UEFA 컵위너스컵   | 1회전1    | 룩셈부르크                       | 아리스 보네부아       | 0-1, 0-1  |
| 1982-83 | UEFA 컵위너스컵   | 1회전2    | 튀르키예                         | 갈라타사라이          | 1-2, 1-1  |
| 1984-85 | UEFA 컵위너스컵   | 1회전2    | 체코슬로바키아                   | 인테르 브라흐티슬라바 | 1-2, 0-0  |
| 1988-89 | UEFA 컵위너스컵   | 1회전2    | 루마니아                         | 디나모 부쿠레슈티     | 0-3, 0-3  |
| 1983-84 | 유러피언컵        | 1회전2    | 루마니아                         | 디나모 부쿠레슈티     | 0-1, 0-3  |
| 1985-86 | 유러피언컵        | 1회전2    | 유고슬라비아 사회주의 연방공화국 | 사라예보              | 2-1, 2-1  |
|         |                   | 2회전2    | 소련                             | 제니트 레닌그라드     | 1-2, 3-1  |
|         |                   | 8강전2    | 루마니아                         | 슈테우아 부쿠레슈티   | 0-0, 0-1  |
| 1987-88 | 유러피언컵        | 1회전2    | 스위스                           | 뇌샤텔 크사막스       | 0-5, 2-1  |
| 1989-90 | UEFA컵            | 1회전2    | 프랑스                           | 파리 생제르맹         | 0-0, 2-3  |
| 1990-91 | 유러피언컵        | 1회전2    | 오스트리아                       | 슈바로프스키 티롤     | 0-5, 1-2  |
| 1991-92 | UEFA컵            | 1회전2    | 잉글랜드                         | 리버풀                | 1-6, 1-0  |
| 1992-93 | UEFA 챔피언스리그 | 1회전2    | 루마니아                         | 디나모 부쿠레슈티     | 1-0, 0-2  |
| 1993-94 | UEFA컵            | 1회전2    | 벨기에                           | KSV 바레겜            | 4-0, 2-1  |
|         |                   | 2회전2    | 덴마크                           | 브뢴비                | 1-4, 1-3  |
| 2009-10 | UEFA 유로파리그   | 예선1회전 |                                  |                       |           |

- 주 : 굵게 표시된 것이 홈경기이다.

## 선수 명단

### 현역
참고: FIFA 자격 규정에 따라 소속된 국가대표팀 국기를 표시합니다. 선수는 복수의 FIFA 비회원국 국적을 가지고 있을 수 있습니다.
| 번호 | 포지션 | 국적 | 이름 |
| ---- | ------ | ---- | ---- |

| 번호 | 포지션 | 국적 | 이름                |
| ---- | ------ | ---- | ------------------- |
| -    | MF     |      | 데이비드 올리베이라 |
| -    | DF     |      | 페드루 카사그랜드   |